# Kemokai Kallon
Kemokai Kallon   (Kenema, 17 de març de 1972) és un exfutbolista de Sierra Leone de la dècada de 1990. És el germà dels futbolistes Mohamed Kallon i Musa Kallon.
Fou internacional amb la selecció de futbol de Sierra Leone. Pel que fa a clubs, destacà a Ljungskile SK i Norrby IF.